# Bars (Dordonha)
Bars é uma comuna francesa na região administrativa da Nova Aquitânia, no departamento Dordonha. Estende-se por uma área de 21,7 km². Em 2010 a comuna tinha 249 habitantes (densidade: 11,5 hab./km²).